# Spurius Maelius

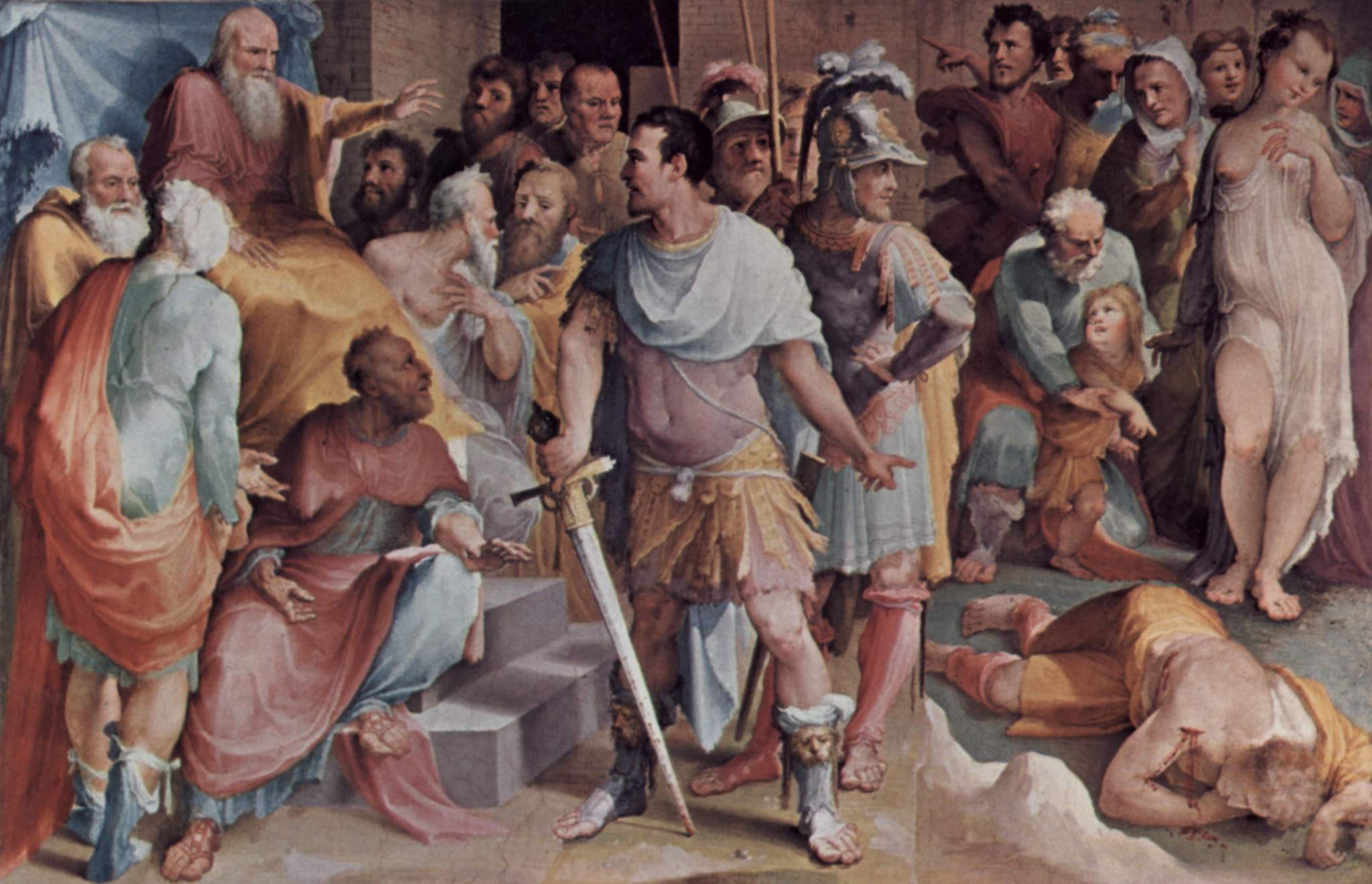
« Exécution de Maelius », Domenico Beccafumi, 1532-1535 : le maître de cavalerie Ahala présente la dépouille de Maelius au dictateur Cincinnatus.

Spurius Maelius est un riche plébéien romain membre de l'ordre équestre du Ve siècle av. J.-C. Devenu très populaire en ravitaillant la plèbe romaine lors d'une famine, il fut accusé de vouloir briguer le pouvoir royal et sommairement exécuté.

## Biographie

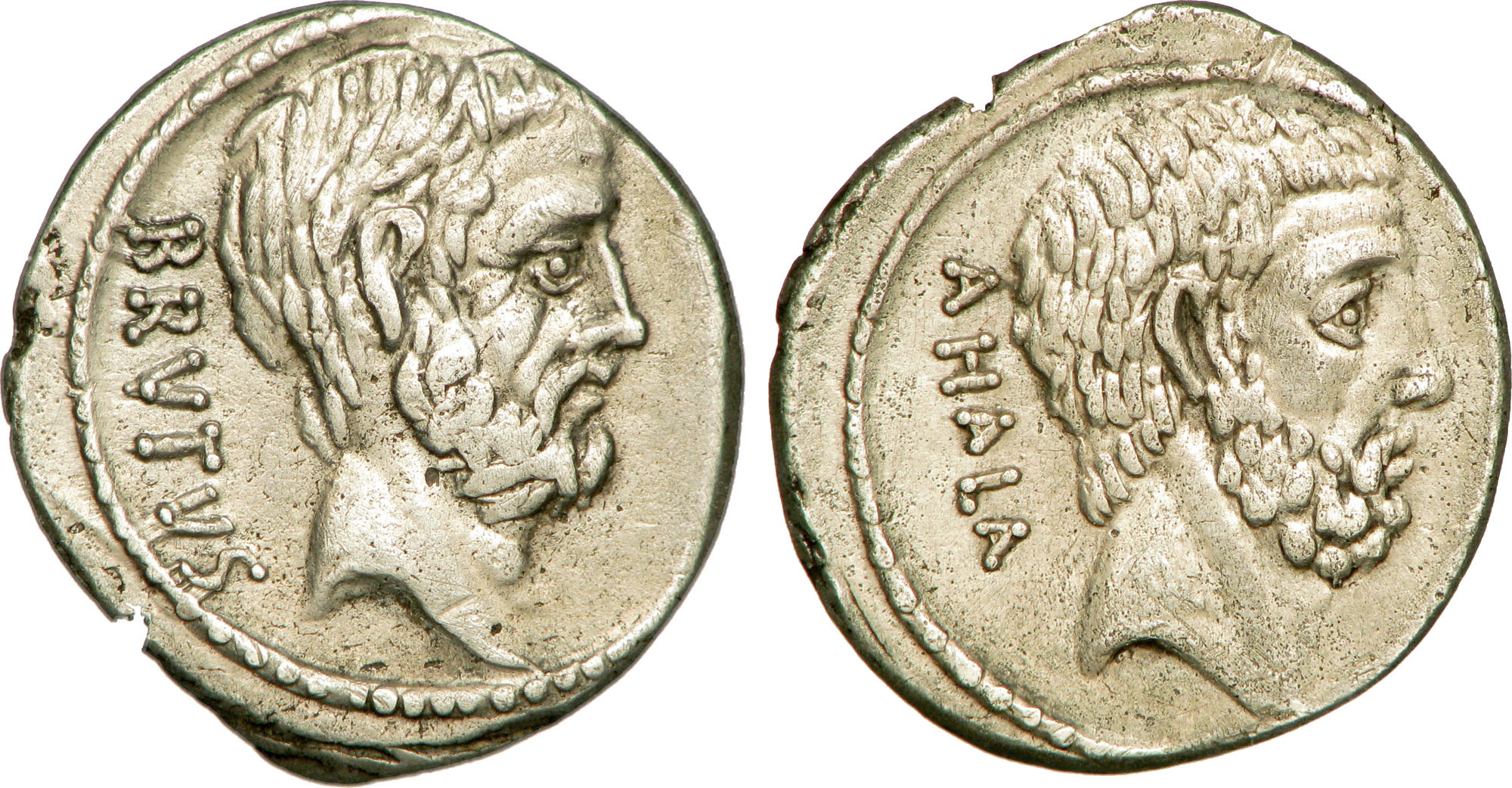
Denier émis en 54 av. J.-C., commémorant Brutus et Ahala, deux figures anti-monarchiques

L'épisode de Spurius Maelius est connu par deux sources qui présentent quelques variantes, le récit du livre IV de Tite-Live et les fragments du livre XII de Denys d'Halicarnasse.
En 440 av. J.-C., sous le consulat de Lucius Menenius Agrippa Lanatus et Proculus Geganius Macerinus, une famine survient, attribuée par Tite-Live à une mauvaise récolte associée au fait que les dernières années mouvementées de luttes internes ont éloigné les citoyens-paysans de leurs terres.
C'est lors de cette famine qu'apparaît Spurius Maelius, un riche particulier, membre de l'ordre équestre. La critique moderne remarque que malgré cette appartenance à une classe sociale élevée, il n'aurait exercé aucune magistrature, ni comme tribun de la plèbe, ni comme édile. Il achète de très grandes quantités de blé à ses frais en Étrurie et en Campanie, les achemine par bateaux jusqu'à Rome, et les distribue au peuple à bas prix voire gratuitement. En agissant ainsi, il concurrence Lucius Minucius, qui a mandat du sénat romain pour ravitailler la population. Sa popularité devient telle que les patriciens sont persuadés par la dénonciation de Minucius que Maelius veut tenter de devenir roi, et celui-ci aurait même pris des mesures pour tenter le coup d’État. Or, entre-temps, Titus Quinctius Capitolinus Barbatus et Agrippa Menenius Lanatus sont élus consuls pour l'année 439 av. J.-C.. Selon Tite-Live, ils nomment le vieux Lucius Quinctius Cincinnatus dictateur, qui ainsi n'a pas à répondre de ses actes et peut donc faire face comme il le souhaite à la situation, contrairement aux deux consuls, limités par les lois et les tribuns de la plèbe. Il choisit Caius Servilius Ahala pour maître de cavalerie. Mais d'après Denys d'Halicarnasse, ni Cincinnatus ni Servilius Ahala n'auraient été désignés à ces titres, les sénateurs auraient décidé la mise à mort de Maelius à la suite des accusations de Minucius et auraient chargé le jeune Servilius de cette exécution.
Selon la tradition rapportée par Tite-Live, Caius Servilius Ahala va à la rencontre de Spurius Maelius pour le convoquer devant le dictateur. Mais Maelius refuse de suivre le maître de cavalerie et tente de soulever la population contre lui. Servilius le décapite en conséquence. Denys donne une version différente : Maelius, averti d'avoir à comparaître et ne se faisant pas d'illusion sur son sort, appelle à l'aide les plébéiens, s'arme d'un couteau de boucher pris à un étal voisin mais succombe à l'attaque de la bande armée commandée par Servilius.
Le dictateur Cincinnatus approuve l'action de Servilius, et déclare que Maelius a été assassiné pour avoir refusé de se rendre à sa convocation ce qui prouve sa culpabilité pour le crime : tentative de devenir roi. La maison de Maelius est rasée et son blé vendu au peuple par Minucius à bas prix, un as le modius. Pour conserver le souvenir de la destruction de cette maison, l'emplacement dégagé reçut le nom de Aequimelium (place de Maelius). Toutefois, Ahala n'avait pas le pouvoir de procéder à cette exécution et ne pouvait qu'appréhender Maelius. Ahala fut donc mis en accusation par un tribun de la plèbe et dut s'exiler pour éviter sa condamnation.
On ne sait si Maelius avait réellement un tel projet en tête, mais l'accusation de prétendre à la royauté est une justification classique dans la tradition romaine pour éliminer un personnage qui prend trop d'importance. Dans le discours que Tite-Live met dans la bouche de Cincinnatus, Maelius est accusé de vouloir s'emparer du consulat et de se préparer au titre de roi. Denys est plus nuancé, selon lui ce sont les partisans de Maelius qui jugent le pouvoir consulaire insuffisant pour récompenser ses bienfaits et qui souhaitent pour lui quelque honneur plus grand. Pour l'historien moderne Jean Gagé, le sénat voulait probablement garder le contrôle des approvisionnements et éviter toute alliance entre un chevalier ou un groupe de chevaliers et la plèbe urbaine. Lorsque quelques années plus tard en 411 av. J.-C., une autre famine obligea le sénat à envoyer auprès des nations voisines de Rome des sénateurs acheter du blé, il leur adjoignit des chevaliers, évitant cette fois la concurrence qui s'était produite entre Minucius et Maelius,.
La tradition romaine ultérieure approuva l'acte de violence, comme en témoigne Cicéron, qui il est vrai avait aussi procédé à des exécutions illégales lors de la conjuration de Catilina.

### Auteurs antiques
- Tite-Live, Histoire romaine, Livre IV, 12-16/21 sur le site de l'Université de Louvain

### Auteurs modernes
- Jean Gagé, « Les chevaliers romains et les grains de Cérès au Ve siècle av. J.-C. À propos de l'épisode de Spurius Maelius », Annales. Économies, Sociétés, Civilisations 25e année, no 2,‎ 1970, p. 287-311 (lire en ligne)
- (en) Michèle Lowrie, « Spurius Maelius : Dictatorship and the Homo Sacer », dans Citizens of discord : Rome and its civil wars, Oxford University Press, 2010, 352 p., p. 171-187